# Sympiesis femorata
Sympiesis femorata är en stekelart som beskrevs av Gijswijt 1990. Sympiesis femorata ingår i släktet Sympiesis och familjen finglanssteklar. Inga underarter finns listade i Catalogue of Life.